# Krum Milew
Krum Milew (ur. 11 czerwca 1915 w Sofii  – zm. 19 kwietnia 2000 tamże), bułgarski piłkarz i trener piłkarski, jeden z najwybitniejszych szkoleniowców w historii futbolu w Bułgarii. Zaczynał karierę piłkarską w sofijskim Botewie, później grał w Lokomotiwie i Spartaku. W barwach tego ostatniego w 1938 roku z liczbą 12 goli został pierwszym w historii królem strzelców ekstraklasy. W reprezentacji Bułgarii rozegrał 18 meczów i zdobył 3 bramki.
W 1949 roku został trenerem CSKA Sofia. Był to początek piętnastoletniej przygody z tym klubem, okraszonej jedenastoma tytułami mistrza Bułgarii i czterema zwycięstwami w Pucharze Armii Sowieckiej. W latach 1954–1962 CSKA dziewięć razy z rzędu wygrywała rozgrywki ligowe w Bułgarii, co do dziś jest niepobitym rekordem, podobnie jak i długość kadencji Milewa na stanowisku trenera najbardziej utytułowanego klubu w Bułgarii. Po odejściu z CSKA pracował m.in. w Beşiktaşu JK (1968–1969).
Od 1952 do 1960 roku siedmiokrotnie pełnił obowiązki selekcjonera reprezentacji Bułgarii, najczęściej w duecie ze Stojanem Ormandżiewem, swoim następcą w CSKA. Prowadził kadrę łącznie w 47 meczach.